# Iphra euderceoides
Iphra euderceoides là một loài bọ cánh cứng trong họ Cerambycidae.